# 亞依淡

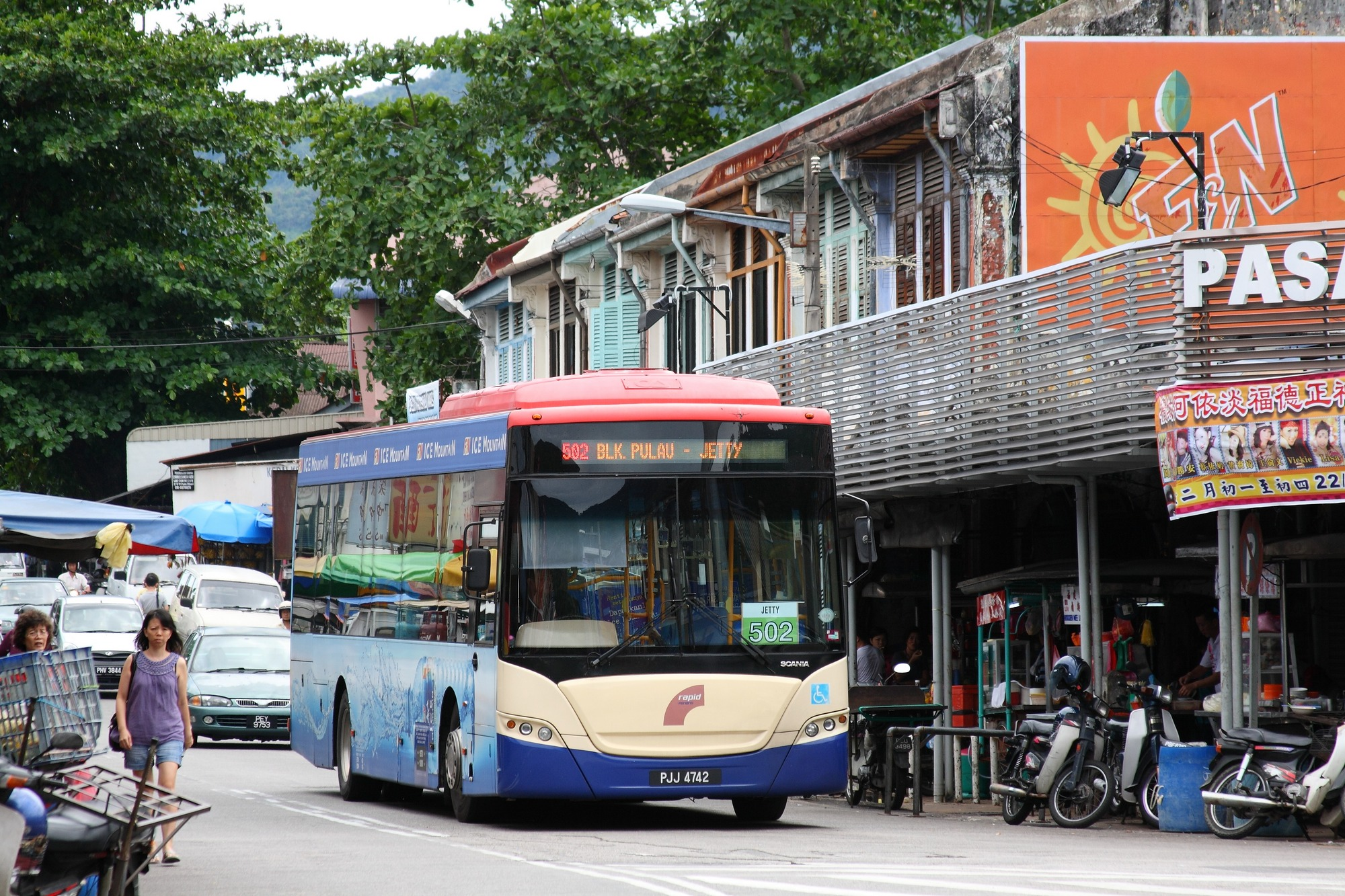
一輛檳城快捷通巴士經過亞依淡的市場。

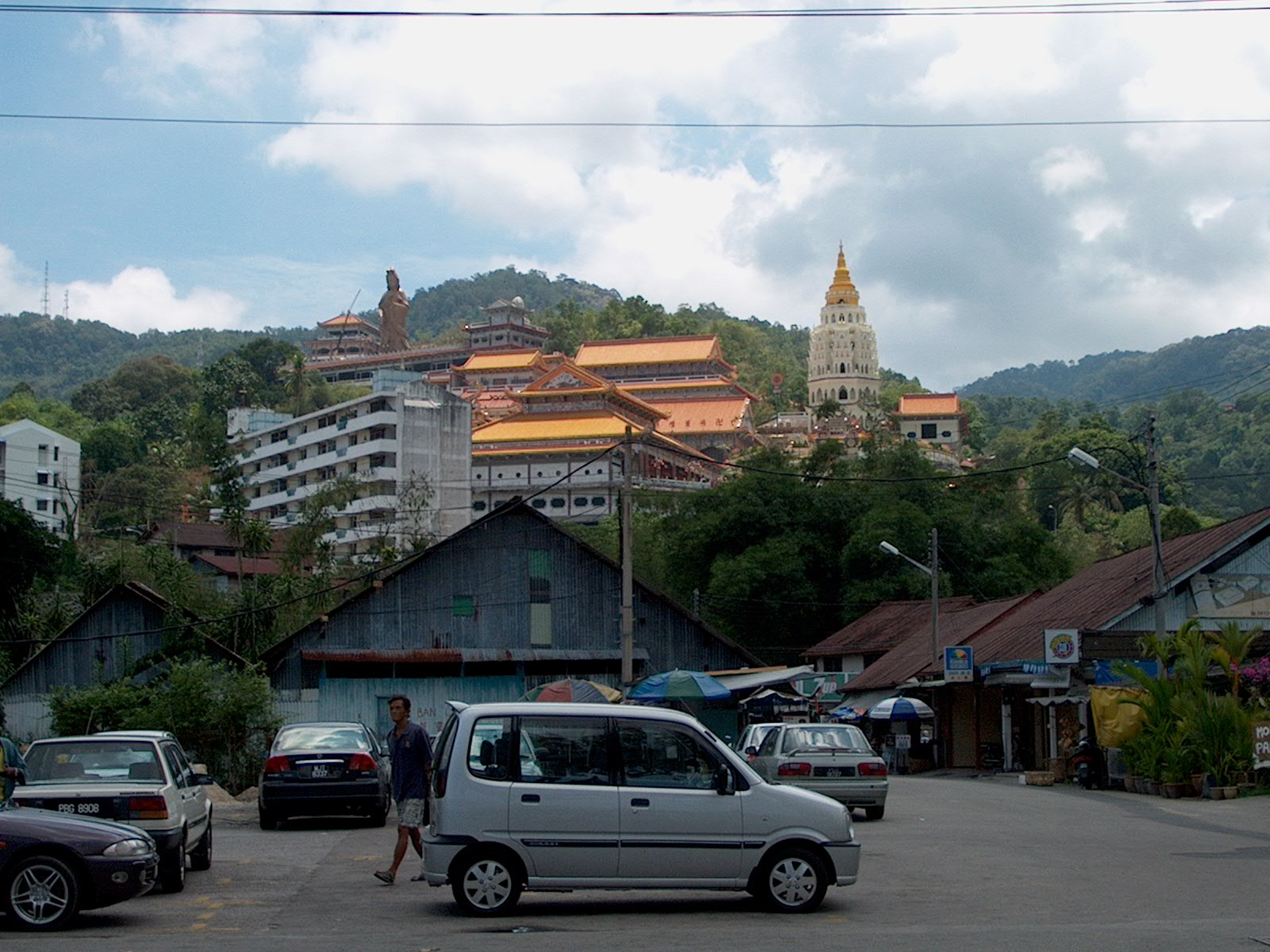
從亞依淡市場望向檳城極樂寺浮屠塔。

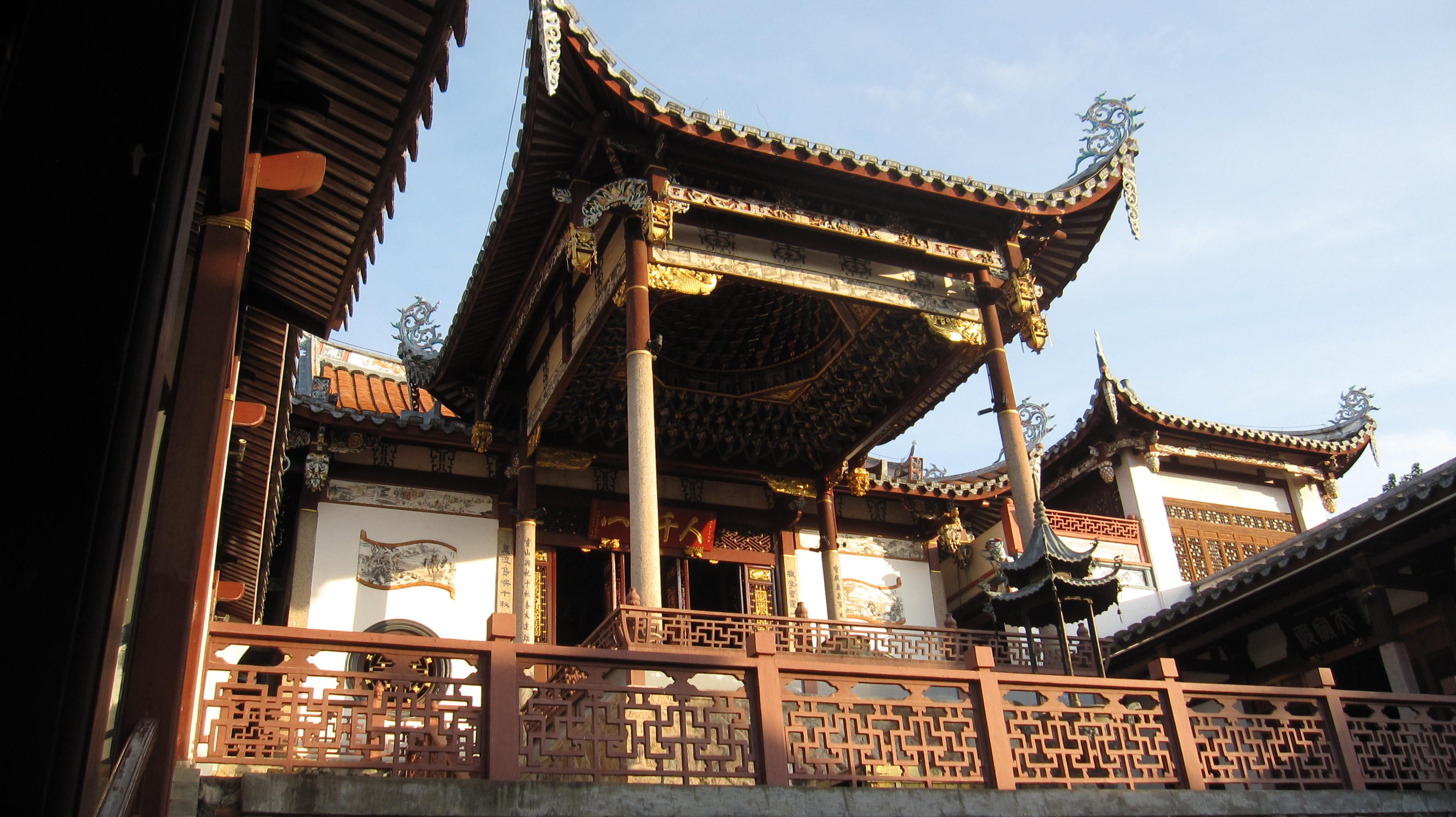
玉皇閣前的拜亭。

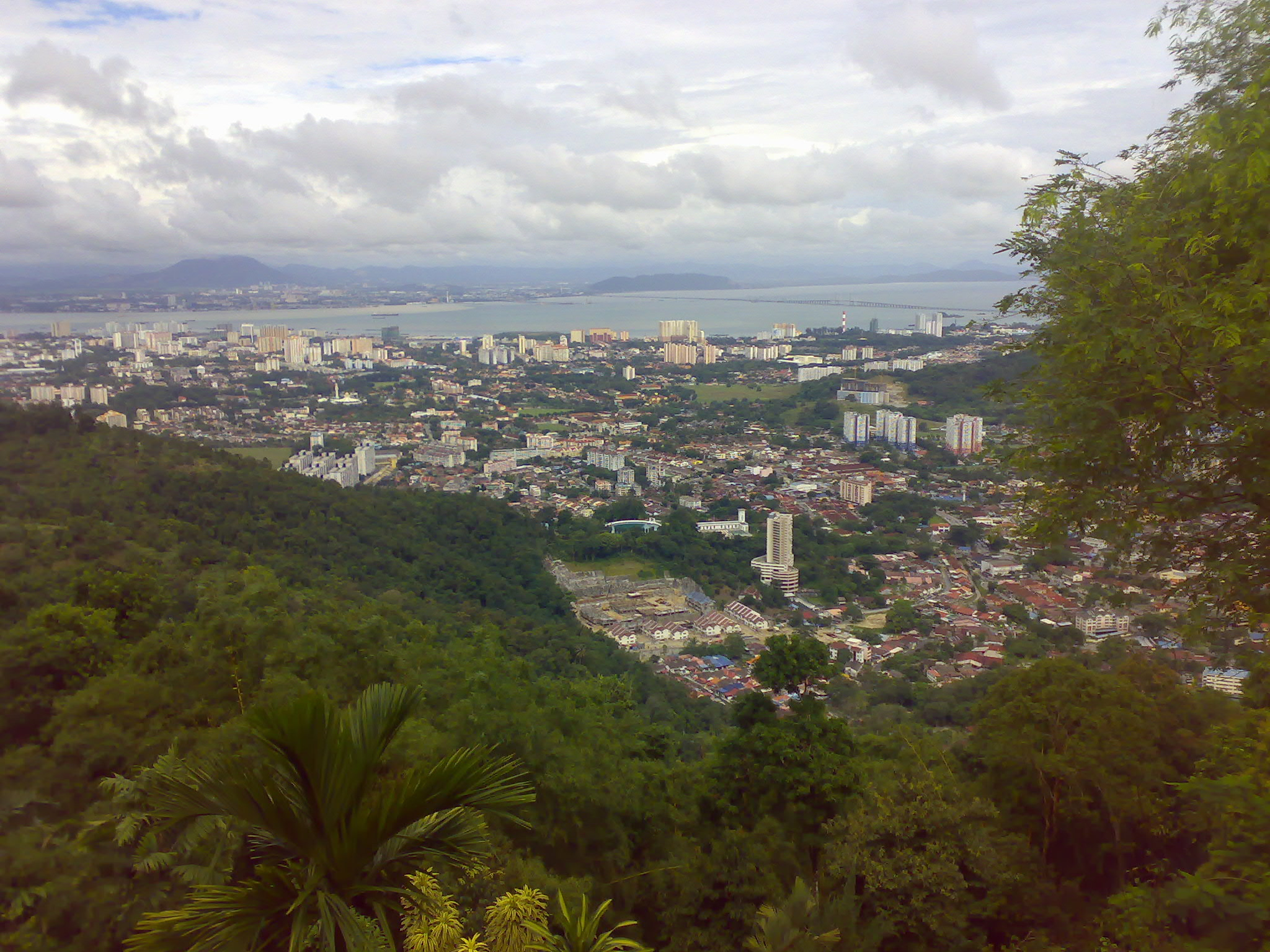
從檳城升旗山的視角，照片前景的建築物構成了亞依淡的一部分。

亞依淡（馬來語：或馬來語：，檳城福建話：ai tam，馬來語意為黑水），官方也称阿依淡，是馬來西亞檳城喬治市的一處市郊。

## 地理
亞依淡位於武吉峇都蘭樟（Batu Lanchang Hill），本那拉山（Bukit Penara）和升旗山（Bukit Bendera）之間的谷地。這個位于乔治市的市郊，靠亚依淡路和峇都兰樟巷，兩條主幹道連接到市中心。同時，它也通過垄尾路連接到垄尾和槟岛南部。本市镇的範圍涵蓋了一片廣大的領域，包括：天德园、打枪埔、海客园等区域，東邊最遠延伸到約路（York Road）的交點。

## 歷史
弗朗西斯·萊特從種植胡椒開始，建立了島上的農業基礎。而胡椒最早就是在亞依淡栽培。至今，亞依淡周圍的山丘依然有花卉、水果和蔬菜的種植。肉豆蔻是檳榔嶼這個區域中被發現的著名水果。
一名富僧「空法」曾經在此創立動物園，相傳他是禪宗的信徒。檳城動物園在1920年代開幕，圈養了多種動物，是馬來西亞國內最老的動物園。不過因為維護成本太高，1940年代它就結束營業了。其所在地主要位於現在被稱為Jalan Zoo（動物園路）的地方。
1935年2月3日，因為陣風吹散燃燒的金紙，引起了一場大火，超過100幢木造房屋和馬來亞茅屋付之一炬，只有兩棟建築在災禍中倖存。這次事件後來被稱為「亞依淡大火」（the Great Air Itam Fire）。
建於1950年代的東方花園遊樂園（Eastern Garden Amusement Park）有一座大型的公共游泳池，不過幾次溺水事件發生後，它變得不受歡迎，最後被迫關閉。

## 極樂寺
檳城極樂寺據說是馬來西亞最大的佛寺。這間寺廟是檳城最著名的景點之一，除了令人印象深刻的塔和建築之外，可以一覽從亞依淡到喬治市風光的視野，也是吸引遊客的原因。全寺大概從1890年到1930年間建成，至今仍不斷地有所增添。

## 外部連結
- 維基旅遊上的亞依淡旅遊指南